# Pogorelovo (Krasnodar)
Pogorelovo (del ruso: Погорелово) es un seló del raión de Slaviansk del krai de Krasnodar, en el sur de Rusia. Está situado en el delta del Kubán, 26 km al norte de Slaviansk-na-Kubani y 93 al noroeste de Krasnodar, la capital del krai. Tenía 555 habitantes en 2010.
Pertenece al municipio Kírovskoye.

## Historia
Su nombre proviene del apellido del primer habitante de la localidad, el cosaco Pogorelogo, que la fundó en la década de 1880.

## Servicios sociales
En la población hay una Club de Cultura rural, una biblioteca, y un punto de enfermería, entre otros establecimientos.